# Малибайський сільський округ (Аккулинський район)
Малиба́йський сільський округ (каз. Малыбай ауылдық округі, рос. Малыбайский сельский округ) — адміністративна одиниця у складі Аккулинського району Павлодарської області Казахстану. Адміністративний центр — село Малибай.
Населення — 1175 осіб (2021; 1505 у 2009, 1942 у 1999, 3164 у 1989).
Станом на 1989 рік існувала Казинська сільська рада (села Кази, Кизил-Туз) та Малибайська сільська рада (села Казантай, Малибай, Сариозек). 2013 року до складу округу була включена територія ліквідованого Казинського сільського округу (село Кази).

## Склад
До складу округу входять такі населені пункти:
| Населений пункт | Старі назви | Населення, осіб (1989) | Населення, осіб (1999) | Населення, осіб (2009) | Населення, осіб (2021) |
| --------------- | ----------- | ---------------------- | ---------------------- | ---------------------- | ---------------------- |
| Казантай, село  | -           | 594                    | 440                    | 268                    | 195                    |
| Кази, село      | -           | 1297                   | 814                    | 696                    | 505                    |
| Кизил-Туз, село | -           | 247                    | -                      | -                      | -                      |
| Малибай, село   | -           | 971                    | 688                    | 541                    | 475                    |
| Сариозек, село  | -           | 55                     | -                      | -                      | -                      |